# Académie Mihăileană
L'Académie Mihăileană (Academia Mihăileană) est une institution d'enseignement supérieur roumaine basée dans la ville de Iași. Cette académie est active depuis la première moitié du XIXe siècle et constitue la première institution d'enseignement supérieur dans l'histoire du pays.

## Histoire
En 1835, l'intellectuel Gheorghe Asachi obtient l'autorisation et l'appui, pour un projet éducatif, du prince Mihail Sturdza. L'académie ainsi fondée prit alors le nom du prince Mihail, créée lorsque l'académie royale roumaine déménage ses locaux et est renommée l'Académie Mihăileană. Le 6 juin 1835, le prince inaugure cette institution.
En 1860, par décret d'Alexandre Jean Cuza, les trois facultés de l'académie de Mihăileană formèrent le noyau de l'université de Iași, la première université de Roumanie. Ces trois facultés étaient celles de droit, de philosophie et de théologie. 
En 1937, les deux facultés de sciences de l'université de Iași deviennent des départements de l'université technique Gheorghe-Asachi nouvellement créée.
Durant la période de la Seconde Guerre mondiale, l'université technique renommée en École polytechnique en 1948  étendit ses domaines d'activité dans l'ingénierie et redevint  une université technique en 1993.
De nos jours, l'université Alexandru Ioan Cuza de Iași compte 15 facultés et plus de 35 000 étudiants. Le bâtiment principal, monument d'architecture, a été construit en 1896.

## Œuvres représentant l'académie
- Les Festivités de l'Academia Mihăileană, 8 novembre 1837, par Giovanni Schiavoni (1804-1848), fils de Natale Schiavoni[2].